# Сковоронська Наталія Володимирівна
Ната́ля Володи́мирівна Сковоро́нська — старший сержант Збройних сил України.

## Нагороди
За особисту мужність і героїзм, виявлені у захисті державного суверенітету та територіальної цілісності України, вірність військовій присязі під час російсько-української війни нагороджена
- орденом За мужність III ступеня (22.1.2015).